# خوان فرنانديز (مستكشف)
خوان فرنانديز (بالإسبانية: Juan Fernández)‏ (و. 1536 – 1604 م) هو مستكشف إسباني، ولد في قرطاجنة، إسبانيا، توفي بعاصمة تشيلي سانتياغو، عن عمر يناهز 68 عاماً.